# Subcontratación (Derecho Civil)
La subcontratación es una figura contractual en la que, de un contrato originario, se deriva otra relación contractual. 
Según lo ha definido la doctrina, en el subcontrato "una de las partes que ha manifestado su voluntad en un contrato determinado cede parte de los derechos u obligaciones contraídos en dicho contrato a un tercero, para que éste los goce o los cumpla".
Habitualmente, la subcontratación tiene mayor desarrollo en el Derecho Laboral, sin embargo también otras áreas del derecho contemplan esta posibilidad.

## Partes
- Contratante base: Quien celebra el contrato originario
- Subcontratante base: Quien celebra tanto el contrato originario como el subcontrato
- Subcontratario: Quien celebra sólo el subcontrato

## Requisitos
- Contrato debe ser de cumplimiento sucesivo o de ejecución diferida, no cabe la subcontratación en el de ejecución instantánea.
- Contratos pueden ser similares en naturaleza, caso en que se habla de subcontratación propia, o diferentes, donde se llama subcontratación impropia.
- Se distingue de la subrogación en el hecho de que en ésta no hay un contrato aparte.
- Se dsitingue de la cesión de créditos en el hecho de que no hay novación por cambio de sujeto.
- El uso de auxiliares o sustitutos no es subcontratación, puesto que en el subcontrato debe haber independencia entre subcontratante y el subcontratario, y no puede haber reemplazo en la calidad contractual.
- Por regla general, las partes del contrato principal no responden solidariamente respecto de las del subcontrato, ni viceversa (a diferencia de la subcontratación laboral donde generalmente se establece una solidaridad entre contratante y subcontratante).

## Ejemplos

### Subarrendamiento
El subarrendamiento es un contrato de arrendamiento por el cual un arrendatario (que se convierte en el subarrendador) cede derechos y obligaciones del contrato de arrendamiento original a un tercero, que se llama subarrendatario. Este, mediante el subcontrato, se convierte en el nuevo usuario del inmueble, teniendo un vínculo contractual con el subarrendante y no con el arrendatario original.

### Delegación de mandato
En el mandato, el mandatario puede delegar algunas de sus funciones en un tercero, llamado submandatario o delegado. Como el mandato por regla geenral es un contrato de confianza, la delegación suele estar restringida en algunas legislaciones.

### Reaseguramiento
Es un contrato en el que el asegurador cede parte o todos los riesgos cubiertos por un seguro original a un reasegurador, quien recibe a su vez la prima o parte de ella que percibiera el asegurador reasegurado. Es decir, un "seguro sobre el seguro".

### Sociedad particular
En algunas legislaciones, se permite a un socio asociarse con un tercero para participar en la sociedad, y se entiende formar con él una "sociedad particular" cuyos derechos se limitan a los del socio original (ej. art. 2088 Código Civil chileno).